# Бизаквино
Бизаквино (итал. Bisacquino) је насеље у Италији у округу Палермо, региону Сицилија.
Према процени из 2011. у насељу је живело 4557 становника. Насеље се налази на надморској висини од 707 м.

## Становништво
| 1931. | 1936. | 1951. | 1961. | 1971. | 1981. | 1991. | 2001. | 2011. |
| ----- | ----- | ----- | ----- | ----- | ----- | ----- | ----- | ----- |
| 7.748 | 8.060 | 8.486 | 7.318 | 6.773 | 5.541 | 5.484 | 5.205 | 4.829 |